# Ice One
Ice One, noto anche come DJ Sensei, Electro Disciples, Cymatic e Seby Stardust, pseudonimo di Sebastiano Ruocco (Torino, 16 maggio 1966), è un produttore discografico, rapper e disc jockey italiano.

## Biografia
Inizia la sua attività di DJ nel 1982, all'età di 15 anni. Già nel 1983 incomincia a far risuonare il suo nome in tutta Italia, come pioniere di serate solo hip hop o electrofunk. Nel 1986 pubblicò con il gruppo Unpercento il pezzo C'mon Y'All (to the Beat Y'All) che fu selezionato per le finali del Festival di Castrocaro. Nei primi anni novanta formò il gruppo musicale Power MC's assieme a Duke Montana e Julie P., primo progetto rap in lingua inglese che pubblica diversi brani e che produce anche altri artisti come i South Force, Charlie Jay e DJ Style (conosciuto anche come DJ Stile); il gruppo pubblicò successivamente un EP nel 1991, intitolato Power to the People. Nel 1990 è apparso nel programma televisivo Fantastico, condotto da Jovanotti. Nel 1994 Ice One conosce Il Danno, La Beffa (nome poi cambiato in Masito Fresco) e Piotta, formando insieme la Taverna Ottavo Colle, poi divenuto Colle der Fomento.
Ha inciso per Mandibola Records/Irma Records l'album solista B-Boy maniaco nel 1995. Nel disco sono contenute varie partecipazioni di altri artisti, come Il Danno, La Beffa e La comitiva, gruppo collettivo formato assieme a Riccardo Sinigallia, Francesco Zampaglione dei Tiromancino, DJ Stile e David Nerattini. Nel 1996 pubblica il secondo lavoro da solista, stavolta sotto lo pseudonimo di DJ Sensei, intitolato Crescendo: The Dark Side of Funk, pubblicato da Irma Records. L'album presenta delle influenze hip hop mischiate con l'elettronica. Nello stesso anno pubblica per la Mandibola Records, casa legata alla Irma, Odio pieno, album d'esordio dei Colle der Fomento. Dopo il successo del disco nel 1997 la Virgin Records ne pubblicò una ristampa, con l'aggiunta di quattro bonus tracks. Sempre per la Virgin esce nel 1999 l'album Scienza doppia H, che segna anche il suo allontanamento dal gruppo, venendo sostituito da DJ Baro poco dopo la pubblicazione del disco. Sempre nel 1999 pubblica l'album d'esordio con La Comitiva, Medicina buona.
Partecipa anche alla colonna sonora di diversi film: Torino Boys, Paz!, Le amiche del cuore, Amatemi. Entra anche nel mondo dei videogiochi grazie al pezzo Musica Grande, scelto da Electronic Arts per il videogioco FIFA Football 2004. Ha collaborato in varie forme (remix, produzioni, coproduzioni e concerti) con vari artisti italiani, quali Frankie hi-nrg mc, Tiromancino, Afrika Bambaataa, Public Enemy, 99 Posse, Assalti Frontali, la Pina, Flaminio Maphia, Esa, Elisa. Nel 2014 ha partecipato al documentario Numero zero - Alle origini del rap italiano, mentre nel corso dell'anno successivo ha collaborato con Don Diegoh alla realizzazione dell'album Latte & sangue, uscito il 9 ottobre dello stesso anno attraverso la Glory Hole Records. È presente, insieme a molti esponenti della scena underground italiana, nel video di Ce n'è degli Otierre. Nel 2023, insieme a Cal, Calice Crew, realizzano il brano "Lucy" per il documentario "Lucy - un destino da pioniera" del regista Roberto Pili.

## Discografia

### Da solista
- 1995 – B-Boy maniaco
- 1996 – Crescendo: The Dark Side of Funk
- 2015 – Latte & sangue (con Don Diegoh)
- 2018 – Iniezione musicale (con Cal)

### Con i Power MC
- 1991 – Power 2 the People

### Con i Colle der Fomento
- 1996 – Odio pieno
- 1999 – Scienza doppia H

### Con gli Assalti Frontali
- 1999 – Banditi

### Con La Comitiva
- 1999 – Medicina buona

### Con i Fluydo
- 2006 – Word Up (EP)

### Altre collaborazioni
- 1996 – quattro tracce dell'album La morte dei miracoli di Frankie hi-nrg mc
- 2000 – album Metamorfosi Di Liriche di Malaisa
- 2009 – due tracce dell'album Amarcord di Roggy Luciano
- 2012 – una traccia dell'album Suicidio Fallito di Lord Madness
- 2012 – una traccia dell'album Sintonizzati dei Gente Guasta